# Státní sekretariát
Státní sekretariát je odbor římské kurie, který je k dispozici papeži při řízení katolické církve. V jeho čele stojí kardinál státní sekretář. Poslání státního sekretariátu definuje konstituce Pastor Bonus z roku 1988 v článcích 39 až 47.

## Historie
Počátky státního sekretariátu sahají k Tajné komoře (Camera secreta) z doby papeže Martina V. a k Apoštolskému sekretariátu (Secretaria Apostolica) Inocence VIII. (1487), který ho zřídil pro úřední korespondenci v latinském jazyku. Jeho členy bylo 24 sekretářů, jeden z nich měl titul Secretarius domesticus a předsedal ostatním. Papež Lev X. pověřil sekretariát některými politickými úkoly, mj. řízením papežského státu. Vytvořil také úřad Secretarius intimus, který měl pomáhat kardinálovi sekretáři při řízení papežského státu a vést korespondenci v jiných jazycích než v latině a také korespondenci s nunciaturami.
Význam sekretariátu vzrostl zejména po tridentském koncilu, kdy začal přebírat prvořadou pozici v římské kurii od Apoštolské kanceláře. Inocenc X. byl prvním papežem, který dal státnímu sekretariátu současný charakter úřadu. Po zániku papežského státu v roce 1870 byl státní sekretariát změněn apoštolskou konstitucí Sapienti Consilio papeže Pia X. z 29. června 1908. Další reforma sekretariátu se uskutečnila po Druhém vatikánském koncilu apoštolskou konstitucí Regimini Ecclesiae Universae z 15. srpna 1967. Papež Pavel VI. v motu proprio Quo aptius z 27. února 1973 ukončil činnost Apoštolské kanceláře a zrušil úřad kardinála-kancléře. Současnou strukturu státního sekretariátu ustanovil Jan Pavel II. apoštolskou konstitucí Pastor Bonus z 28. června 1988. Poslední změny v jeho struktuře provedl papež František v listopadu 2017, kdy vzniklo rozdělení na tři sekce.
Na sklonku roku 2020 papež František přenesl správu finančních investic a nemovitostí vlastněných Státním sekretariátem na úřad Správy majetku Apoštolského stolce, podléhající kontrole Ekonomického sekretariátu.

## Struktura úřadu
V čele státního sekretariátu stojí kardinál státní sekretář. Ten je hlavním spolupracovníkem papeže při řízení katolické církve, nejvyšším představitele Apoštolského stolce na mezinárodní scéně a ve výjimečných případech reprezentuje osobu samotného papeže.
Státní sekretariát se dělí na tři sekce:

### I. sekce: obecné záležitosti
Tato sekce se stará o vyřizování každodenní papežovy agendy. Zkoumá záležitosti, které je třeba řešit mimo řádnou kompetenci dalších odborů římské kurie. Podporuje vztahy se zmíněnými odbory a koordinuje jejich práci. Usměrňuje funkci papežských zástupců a jejich činnost, zvláště pokud jde o jednotlivé církve. Plní všechny povinnosti spojené se zastoupením jednotlivých států u Apoštolského stolce. Po dohodě s ostatními odpovědnými odbory se zabývá zastoupením a činnosti Apoštolského stolce u mezinárodních katolických i nekatolických organizací. Kromě toho sepisuje a vydává apoštolské konstituce, vyhlášky, apoštolské listy a další dokumenty, které mu papež svěří. Vyřizuje veškeré záležitosti týkající se jmenování do římské kurie a do dalších orgánů Apoštolského stolce, jejichž provedení a schválení přísluší papeži. Střeží olověnou pečeť a rybářský prsten. Stará se o vydávání bulletinu - Acta Apostolicae Sedis, šíří prostřednictvím Tiskového úřadu zprávy o činnosti papeže a o aktivitách církve. Ve spolupráci s druhou sekcí dohlíží na L'Osservatore Romano, vatikánský rozhlas a vatikánské televizní studio. Přes statistickou kancelář sbírá a zveřejňuje údaje vztahující se k životu celé církve. Pečuje o vydávání Papežské ročenky.

### II. sekce: vztahy se státy
Sekce má za úkol starat se o vztahy s vládami států. Do činnosti tohoto oddělení spadá:
- podporovat diplomatické vztahy se zeměmi a s dalšími subjekty mezinárodního práva, projednávat společné záležitosti na prosazování prospěchu církve a občanského společenství, a to prostřednictvím konkordátů a jiných dohod, s přihlédnutím k postojům zainteresovaných biskupských konferencí,
- zastupovat Apoštolský stolec u mezinárodních organizací a na kongresech v otázkách veřejné povahy, po konzultaci s příslušnými odbory římské kurie,

### III. sekce: diplomatický personál Svatého Stolce
III. sekce podléhá kardinálu státnímu sekretáři a vede ji Sekretář pro papežská diplomatická zastoupení (Secretario per le Rappresentanze Pontificie), který by měl pravidelně navštěvovat diplomatické mise Svatého Stolce. Tato sekce se věnuje výhradně záležitostem, které se týkají osob pracujících v diplomatických službách Svatého Stolce (permanentní formace, životní podmínky, zařizování různých povolení a víz...).
III. sekce úzce spolupracuje s I. i II. sekcí. Proto se Delegát pro diplomatická zastoupení spolu se Substitutem pro všeobecné záležitosti (vedoucí I. sekce) a se Sekretářem pro vztahy se státy (vedoucí II. sekce) účastní pravidelných týdenních koordinačních setkání vedených Státním Sekretářem. Sekretář pro papežská diplomatická zastoupení navíc svolává a předsedá schůzím, během nichž se rozhoduje o nominacích papežských diplomatů. Má také zodpovědnost, spolu s prezidentem Papežské církevní akademie, za výběr a formaci kandidátů pro diplomatickou službu.